# Bournan
Bournan település Franciaországban, Indre-et-Loire megyében. Lakosainak száma 282 fő (2022. január 1.). Bournan Bossée, La Chapelle-Blanche-Saint-Martin, Civray-sur-Esves, Ligueil és Sepmes községekkel határos.

## Népesség
A település népességének változása:
| Lakosok száma | 345  | 231  | 200  | 233  | 272  | 273  | 272  | 271  | 274  | 282  |
|               | 1968 | 1982 | 1990 | 2006 | 2013 | 2015 | 2017 | 2019 | 2020 | 2022 |